# 寬永大饑荒
寬永大饑荒為日本江户时代初期，1640年（寬永17年）至1643年（寬永20年）期間所發生的全國性饑荒（特別東日本日本海側受災嚴重），為江戶四大饑荒之一。原因是全國的天氣異常 (暴雨・洪水・乾旱・霜・蟲害）。